# Masaaki Gotō
Masaaki Gotō (jap. 後藤 雅明, Gotō Masaaki; * 24. Mai 1995 in Tokorozawa, Präfektur Saitama) ist ein japanischer Fußballspieler. 

## Karriere
Masaaki Gotō erlernte das Fußballspielen in der Schulmannschaft der Kokugakuin Kugayama High School sowie in der Universitätsmannschaft der Waseda-Universität. Seinen ersten Profivertrag unterschrieb er 2017 bei Shonan Bellmare. Der Verein aus der Hafenstadt Hiratsuka in der Präfektur Kanagawa spielte in der zweithöchsten Liga des Landes, der J2 League. 2017 wurde er mit dem Club Meister der Liga und stieg in die erste Liga auf. Die Saison 2019 wurde er an den Zweitligisten Zweigen Kanazawa nach Kanazawa ausgeliehen. Für Zweigen stand er 2019 dreimal im Tor. 2020 kehrte er nach der Ausleihe zu Shonan zurück. Im Januar 2021 wurde er fest von Zweigen unter Vertrag genommen. Hier stand er 37-mal in der zweiten Liga im Tor. Nach einer Saison wechselte er im Januar 2022 zum ebenfalls in der zweiten Liga spielenden Montedio Yamagata. Nach 121 Ligaspielen wechselte er im Januar 2025 zu dem ebenfalls in der zweiten Liga spielenden V-Varen Nagasaki.

## Erfolge
Shonan Bellmare
- Japanischer Zweitligameister: 2017  ▲
- Japanischer Ligapokalsieger: 2018